# 十月诗歌奖
十月诗歌奖是中国十月杂志社2006年起设立的一个汉语诗歌奖项。

## 创办
“十月诗歌奖”设立于2006年，评选范围为从上一年度在《十月》杂志发表的诗歌作品。目前已举办三届评选。2011年始，“十月诗歌奖”与“十月诗会”同届举行，诗歌评奖纳入为“十月诗会”重要活动，并成为定制，每年一届。每届评将选出三名”十月诗歌奖”获得者。
2010年，第一届”十月诗会“在山西长治举行。之后成为定制，每年9月下旬举办。活动邀请上一年在《十月》杂志刊发诗歌作品的诗人参与诗歌研讨，并评选出当届的“十月诗歌奖”获奖作品和获奖诗人。

## 历届

### 第一届
2007年3月11日，第一届“十月诗歌奖”（“更大国华杯”2006 年度十月诗歌奖）颁奖暨诗歌朗诵会在北京举行。诗人陈先发的《丹青见》、田禾的《火车从村庄经过》、俞强的《一个人的南方》、冯晏的《诗四首》四组作品获得该届“十月诗歌奖”。

### 第二届
2011年“十月年度诗歌奖”在第二届“十月诗会”期间于广西兴安揭晓并颁奖。张执浩《反向》、大解《个人史》、慕白《路上的诗篇》获奖。

### 第三届
2012年，第三届“十月年度诗歌奖”在湖南资兴举行。胡弦《寻墨记》、李南《羞愧》、汤松波《崀山，崀山》获奖。